# Barbexaclon
Barbexaclon ist ein Arzneistoff aus der Gruppe der Barbiturate zur Behandlung verschiedener Epilepsieformen. Chemisch betrachtet ist es eine aus Phenobarbital und Propylhexedrin bestehende salzartige Verbindung. Nach Resorption werden die Einzelkomponenten wirksam. Eine zur antiepileptischen Wirkung des Phenobarbitals additive oder synergistische Wirkung durch das Stimulans Propylhexedrin konnte im Tierversuch nicht nachgewiesen werden. Barbexaclon ist heute obsolet und nur in wenigen Ländern als Arzneimittel zugelassen. In Italien, der Schweiz und Österreich wurde es  bis 2009 unter dem Handelsnamen Maliasin von der Pharmafirma Abbott vertrieben.

## Betäubungsmittelrechtliche Vorschriften
International fällt Barbexaclon unter die Konvention über psychotrope Substanzen. In Deutschland ist es als verkehrs- und verschreibungsfähiges Betäubungsmittel eingestuft und unterliegt – sofern nicht weniger als 300 mg Substanz (berechnet als Phenobarbital) pro Tablette oder Ampulle im Arzneimittel enthalten sind – einer gesonderten Verschreibungspflicht. Der Umgang ohne Erlaubnis oder Verschreibung ist grundsätzlich strafbar.